# Josif Pashko
Josif Pashko (ur. 25 maja 1918 w Vodicy, zm. 5 września 1963 w Tiranie) – minister kontroli państwowych w latach 1951–1952, minister budownictwa i komunikacji w latach 1954–1955, po przemianowaniu urzędu był ministrem budownictwa do śmierci w 1963 roku.

## Życiorys
W latach 1938–1941 był nauczycielem we wsiach Rehovë i Starje. Został zwolniony za wspieranie Grecji podczas wojny grecko-włoskiej. Według Zefa Kadarji, Josif Pashko był skrajnym zwolennikiem Grecji, zapisał się nawet na kurs języka greckiego w Korczy. Wraz z ojcem wstąpił w 1942 roku do Armii Narodowo-Wyzwoleńczej.
Po wyzwoleniu Albani Pashko w latach 1944–1946 pracował w wysokich strukturach Dyrektoriatu Bezpieczeństwa Państwa, następnie w latach 1946–1950 był zastępcą prokuratora generalnego, jako prokurator brał udział w sprawach dotyczących działaczy Balli Kombëtar, którzy byli przez władze komunistyczne oskarżeni o zdradę Albanii. W latach 1952–1953 był członkiem Komitetu Centralnego Albańskiej Partii Pracy i jednocześnie w latach 1952–1954 był jej sekretarzem. Miał negatywny stosunek wobec Josipa Broza Tity, uważał jego zwolenników za wrogów Albanii. Był również w zarządzie klubu sportowego Dinamo Tirana.
Pashko pełnił również funkcje ministerialne: dnia 6 września 1951 zastąpił Mehmeta Shehu na stanowisku ministra kontroli państwowej i pełnił tę funkcję do 9 kwietnia 1952, następnie był ministrem budownictwa i komunikacji od 20 lipca 1954 do 1955 roku; funkcję urząd zmieniono na urząd ministra budownictwa, pełniony przez Pashkę do śmierci w dniu 5 września 1963. Jego następcą był Shinasi Dragoti, który zastąpił Pashkę również na stanowisku deputowanego do albańskiego parlamentu.

## Upamiętnienia
Imieniem Josifa Pashki nazwano jeden z kombinatów cementowych.

## Życie prywatne
Syn Pashka Vodicy. Był żonaty z Eleną Pashko z domu Terezi, z którą miał syna Gramoza.